# Gmina Wolsztyn
Die Gmina Wolsztyn [ˈvɔlʃtɨn] ist eine Stadt-und-Land-Gemeinde im Powiat Wolsztyński der Woiwodschaft Großpolen in Polen. Sitz des Powiats und der Gemeinde ist die gleichnamige Stadt (deutsch Wollstein) mit etwa 13.100 Einwohnern.

## Geographie

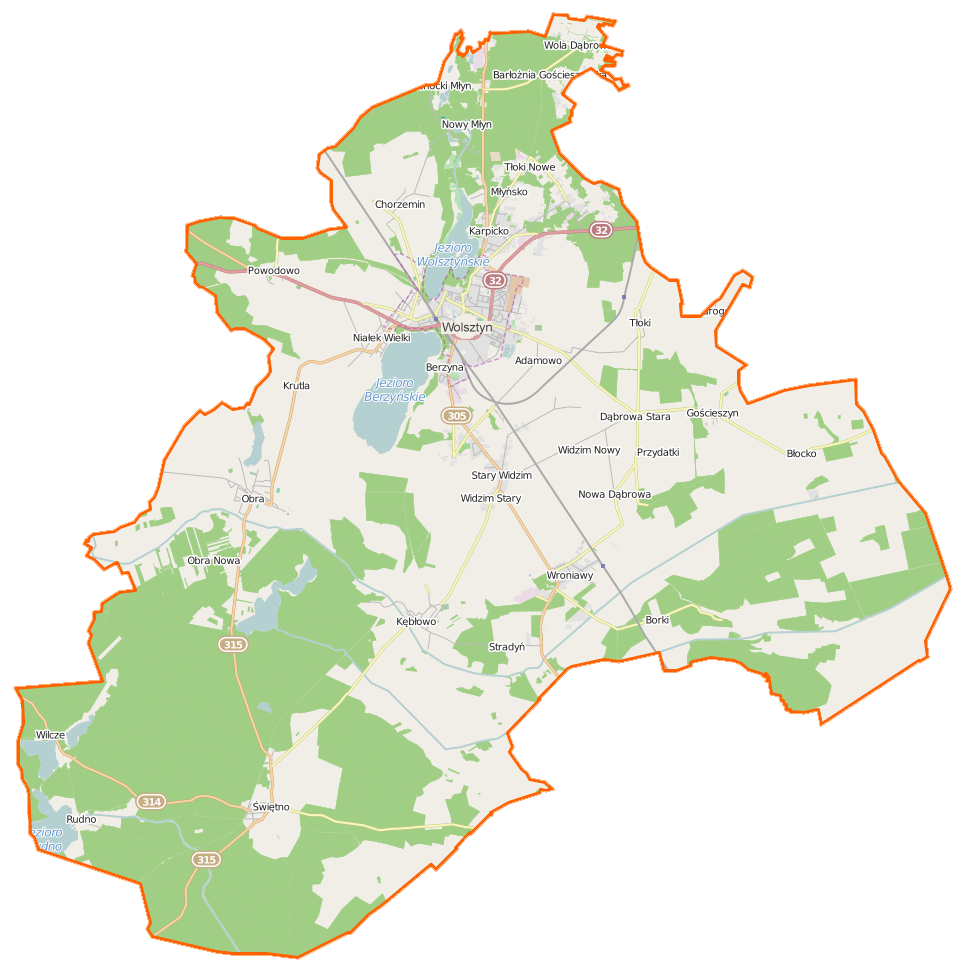
Karte der Gemeinde

Die Gemeinde liegt etwa 70 Kilometer südwestlich von Posen im Westen der Woiwodschaft und grenzt dort an die Woiwodschaft Lebus. Nachbargemeinden sind Siedlec im Norden, Rakoniewice im Osten und Przemęt im Südosten; in der Woiwodschaft Lebus die Gemeinden Sława im Südwesten sowie Kolsko und Kargowa im Westen.
Das Gemeindegebiet ist reich an kleineren Seen. Dazu gehören der Jezioro Berzyńskie (Berzyner See) im Süden und der Jezioro Wolsztyńskie (Wollsteiner See) im Norden der Stadt Wolsztyn. Zu den Fließgewässern gehören die Obra im Süden des Gemeindegebiets und ihr Zufluss Doyca im Norden.

## Geschichte
Das heutige Gemeindegebiet kam von 1975 bis 1998 zur Woiwodschaft Zielona Góra. In dieser Zeit war der Powiat aufgelöst. Die Landgemeinde Wolsztyn wurde 1954 in mehrere Gromadas umgewandelt und zum 1. Januar 1973 neu geschaffen. Die Stadt Wolsztyn und die Landgemeinde wurden 1990/1991 zur Stadt-und-Land-Gemeinde zusammengelegt. Diese gehört seit 1999 zur Woiwodschaft Großpolen.

### Partnerstädte und -gemeinden
Die Stadt-und-Land-Gemeinde ist zwischen 1993 und 2016 mehrere Städte- und Gemeindepartnerschaften eingegangen. Daneben besteht eine langjährige Partnerschaft zwischen dem Robert-Koch-Museum in Wolsztyn und dem Heimatkreis Wollstein in Bad Bevensen. Neben der Förderung des Museums wurden zwischen 2000 und 2003 auf den 13 ehemaligen deutschen Friedhöfen in der Gemeinde Gedenktafeln aufgestellt.
Partnerschaften bestehen mit:
- Domont, Frankreich – seit 2000[3]
- Lityn, Ukraine – seit 2011[4]
- Lübben (Spreewald), Deutschland – seit 1993[5]
- Mór, Ungarn – seit 2016.[6]
- Neunkirchen (Saar), Deutschland – seit 2011[7]
- Peel en Maas (ehemals Maasbree), Niederlande – seit 2012[8]

## Gliederung
Zur Stadt-und-Land-Gemeinde (gmina miejsko-wiejska) Wolsztyn mit 30.517 Einwohnern (Stand 31. Dezember 2020) gehören die Stadt selbst, 23 Dörfer mit einem Schulzenamt (sołectwo) sowie weitere Orte und Siedlungen.
| Name                    | deutscher Name (1815–1919) | deutscher Name (1939–45)                 | Einwohner (2019) |
| ----------------------- | -------------------------- | ---------------------------------------- | ---------------- |
| Adamowo                 | Adamowo                    | Langenweiler                             | 1131             |
| Barłożnia Gościeszyńska | Barloschen bei Goscieszyn  | Barloschen bei Eichgraben                | 58               |
| Berzyna                 | Vorwerk Berzyn             | ?                                        | 416              |
| Błocko                  | Blocko                     | ?                                        | 211              |
| Chorzemin               | Chorzemin                  | Weitwiesen                               | 894              |
| Gościeszyn              | Goscieszyn                 | 1939–43 Eichengraben 1943–45 Eichgraben  | 364              |
| Karpicko                | Karpitzko                  | Seeberg                                  | 1512             |
| Kębłowo                 | Kiebel                     | Kiebel                                   | 1926             |
| Niałek Wielki           | Groß Nelke                 | Groß Nelke                               | 802              |
| Nowa Dąbrowa            | Neu Dombrowo               | Neu Langenhain                           | 451              |
| Nowa Obra               | Neu Obra Hauland           | Neu Klosterwiese                         | 95               |
| Nowe Tłoki              | Tloker Hauland             | Mühlental                                | 746              |
| Nowy Widzim             | Neu Widzim                 | Mühlenhöhe                               | 298              |
| Obra                    | Obra                       | 1939–43 Klosterwiese 1943–45 Obra        | 2104             |
| Powodowo                | Lehfelde                   | Niederkiefern                            | 508              |
| Rudno                   | Ruden                      | Ruden                                    | 35               |
| Stara Dąbrowa           | Alt Dombrowo               | Alt Langenhain                           | 360              |
| Stary Widzim            | Alt Widzim                 | 1939–43 Lindenbrück 1943–45 Neßlersbrück | 1140             |
| Stradyń                 | Stradyn                    | Walddorf                                 | 95               |
| Świętno                 | Schwenten                  | Schwenten                                | 1095             |
| Tłoki                   | Tloki                      | 1939–43 Birkeneck 1943–45 Lockdorf       | 797              |
| Wilcze                  | Wilze                      | 1937–45 Wolfsheide                       | 70               |
| Wroniawy                | Wroniawy                   | Niederweide                              | 1251             |

Ein weiterer großer Ort ist Komorowo mit 696 Einwohnern.
Kleinere Ortschaften und Siedlungen sind bzw. waren (in Klammern: Einwohnerzahl und deutscher Name/n): Barłożnia Wolsztyńska (82, Barloschen bei Wollstein), Borki (44, Vorwerk Borki), Krutla (0, Vorwerk Krutla), Nowy Młyn (13), Ruchocki Młyn (2, Ruchotscher Mühle), Wola Dąbrowiecka (76, Dombrofker Hauland, später Wolfsau), Zdrogowo (5) – Dębowiec (Vorwerk Neu Dembowitz), Krzyż (Kreutz), Młyńsko (Mlynsker Hauland, seit 1906 Mühlental).

## Persönlichkeiten (Auswahl)
- Stephan von Dziembowski-Bomst (1828–1900), Gutsbesitzer, Politiker und Reichstagsabgeordneter

## Ehrenbürger
- Lothar Bretterbauer (* 1953), Bürgermeister der Partnerstadt Lübben, wurde 2003 zum zehnjährigen Bestehen der Städtepartnerschaft zum Ehrenbürger der Gemeinde ernannt.[5]